# HD 149837
Désignations
HD 149837 est une étoile binaire de la constellation de l'Autel.